# Kanalöarna

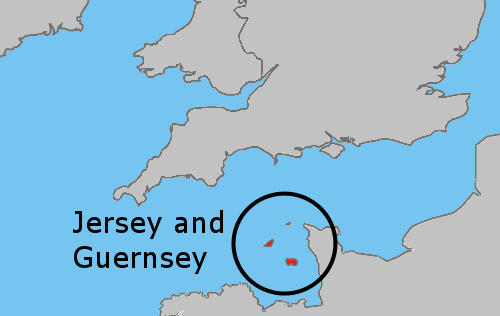
Karta över Kanalöarna Jersey och Guernsey samt Engelska kanalen.

Kanalöarna (engelska: Channel Islands) eller Normandiska öarna (franska: Îles Anglo-Normandes) är en ögrupp i Normandiska viken i Engelska kanalen utanför Frankrikes kust, som lyder under den brittiska kronan (så kallade kronbesittningar).
Kanalöarna består av de större öarna Jersey, Guernsey, Alderney, Sark och Herm samt flera mindre öar, av vilka Jethou, Brecqhou och Lihou är permanent bebodda; ögruppens totala areal är 194 kvadratkilometer (uppmätt 1913). Öarna står visserligen under brittisk överhöghet men räknas inte i rent geografiskt hänsende till de brittiska öarna, utan som kustöar till fastlandet.
Kanalöarna lyder som kronbesittningar under den brittiska kronan, men tillhör inte det Förenade konungariket Storbritannien och Nordirland, och är det enda som idag återstår av den brittiske monarkens feodala hertigdöme Normandie. Kanalöarna är indelade i två självstyrande bailiwicks, Jersey och Guernsey, som var för sig har egna system med domstolar, lagstiftande församling, beskattningsrätt, med mera. Jersey har en större folkmängd, men de flesta av de bebodda öarna tillhör Guernsey. Utrikespolitik är överlåtet till Storbritannien, därför räknas de inte som fullt självständiga formellt sett, utan som hörande till Storbritannien, vilket även gäller i sportsammanhang.
Kanalöarna ockuperades under andra världskriget av Tyskland. Victor Hugo tillbringade många år i exil på Guernsey och skrev Samhällets olycksbarn (Les Misérables) där.

## Geologi
Geologiskt sammanhänger Kanalöarna med den normandiska halvön Cotentin. Dominerande bergarter är graniter och skiffrar, hårt vittrade eftersom öarna inte blev del av nedisningarna under kvartärperioden. Flertalet öar har platåartade överytor, med markanta klintar vid kusten. Lössjord och sand bildar dyner vid många stränder.
Jersey har upp till 150 m höga branter på nordsidan, medan Guernsey istället sänker sig stegvis mot norr från branta klippor i söder.

## Klimat
Kanalöarna har ett milt maritimt klimat. Temperaturskillnaden mellan den varmaste och kallaste månaden är bara ungefär 10 grader. Det milda klimatet har gynnat värmekrävande växter, floran har sålunda en del av medelhavskaraktär. Öarna drabbas under vintrarna av svåra stormar och har stora tidvattenskillnaderna – över 10 m vid springflod – vilket ger problem för sjöfarten.